# 양산 원적산 봉수대
양산 원적산 봉수대(梁山 圓寂山 烽燧臺)은 대한민국 경상남도 양산시 상북면 석계리에 있는 봉수대이다. 1992년 10월 21일 경상남도의 기념물 제118호로 지정되었다.

## 개요
봉수대는 횃불과 연기를 이용하여 급한 소식을 전하던 옛날의 통신수단을 말하며, 높은 산에 올라가서 불을 피워 낮에는 연기로 밤에는 불빛으로 신호를 보냈다.
경상남도 양산군 상북면 원적산의 해발 200m의 낮은 구릉에 있으며, 봉수대 서쪽으로는 경부고속도로가 남북으로 접해서 관통하고 있다. 남쪽으로 동래 계오산 봉수대, 북쪽으로 언양 부노산 봉수대와 각각 연락을 주고 받았다.
정상부의 동쪽은 둥글게 쌓아 그 속에 기와집과 무기를 넣어두는 창고를, 서쪽은 능선 정상부를 따라 경사지게 직사각형으로 쌓고 속에 불을 피울 수 있도록 화덕을 두었다. 주변 석축은 대부분 무너져 내렸으며, 내부의 건물터나 화덕자리도 많이 훼손되어 정확한 모습을 알아보기 힘든 상태이다.
조선 후기에 편찬된 『양산군읍지』에 원적산 봉수대라는 기록은 찾아볼 수 없고 위천봉수라고 적혀있는 것으로 보아 훗날 그 이름이 바뀐 것으로 보인다.

## 참고 자료
- 양산 원적산 봉수대 - 국가유산청 국가유산포털